# Faust Vrančić
Faust Vrančić, (latinsko Faust Vranitus), hrvaški polihistor, jezikoslovec, inženir, izumitelj, škof in diplomat, * 1551, Šibenik, † 20. januar 1617, Benetke.
Vrančić je še kot otrok odšel iz rodnega Šibenika k svojemu strici škofu Antunu Vrančiću na Madžarsko. Šolal se je v Padovi in na dvoru Rudolfa II. v Pragi.
Leta 1594 je bil imenovan za škofa, ter je do 1605 opravljal službo kraljevega svetnika
za Madžarsko in Transilvanijo, ko je zapusti dvor in odšel v red sv. Pavla v Rim.
Vrančić je svoje izume predstavil v knjigi Machinae novae (1595). Izdal je tudi 5-jezični slovar (iz latinščine v -italijanščino,-nemščino,-hrvaščino in -madžarščino) Distionarium quinque nobilissimarum Europea linguarum (1616). Filozofiji pa je posvetil knjigi Logica nova
in Ethica christiana.